# Sanktuarium Matki Bożej Pocieszenia w Pasierbcu
Sanktuarium Matki Bożej Pocieszenia w Pasierbcu – sanktuarium maryjne w miejscowości Pasierbiec, w którym otoczony jest kultem łaskami słynący obraz Matki Bożej Pocieszenia.

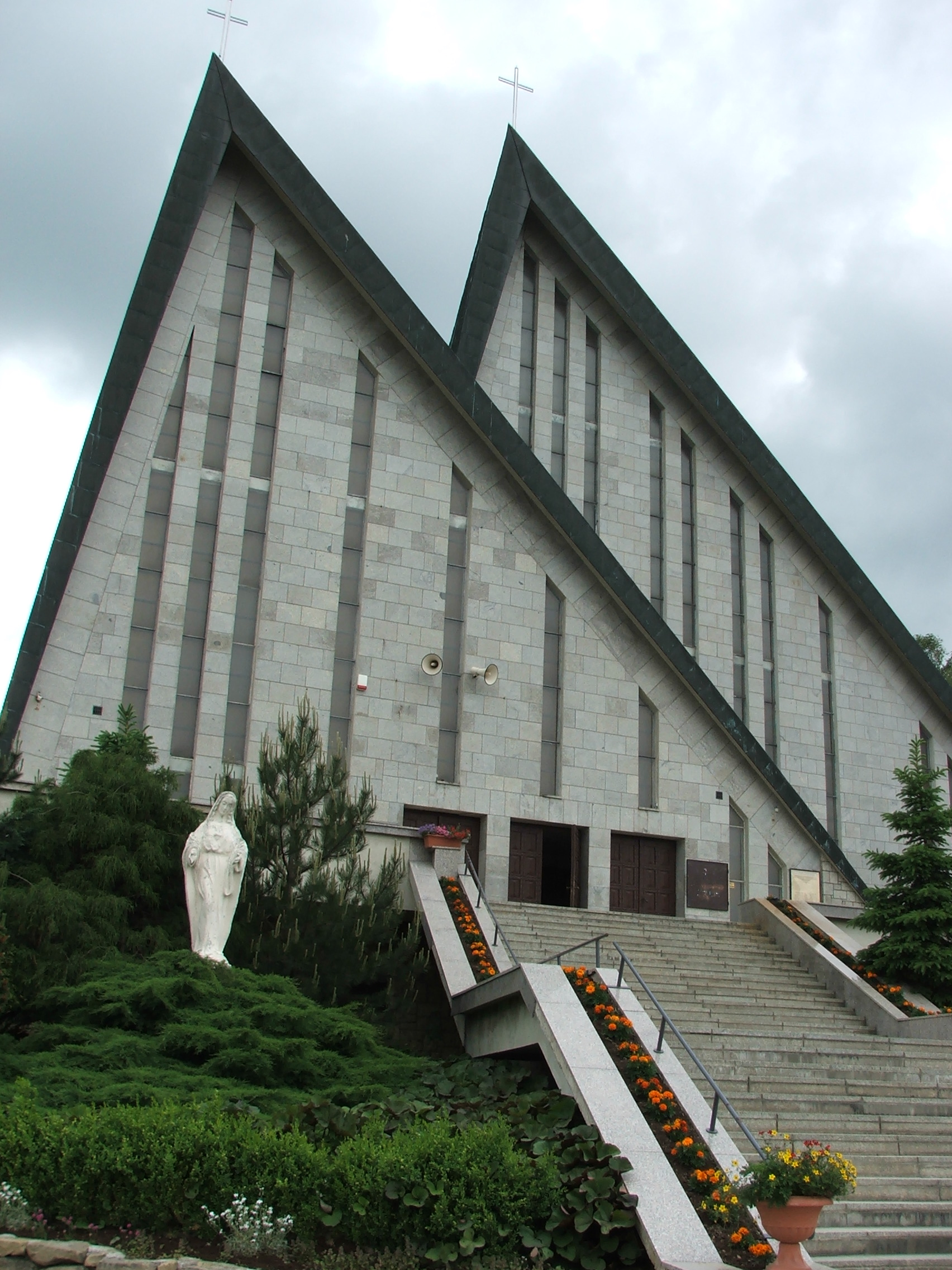
Sanktuarium Matki Bożej Pocieszenia

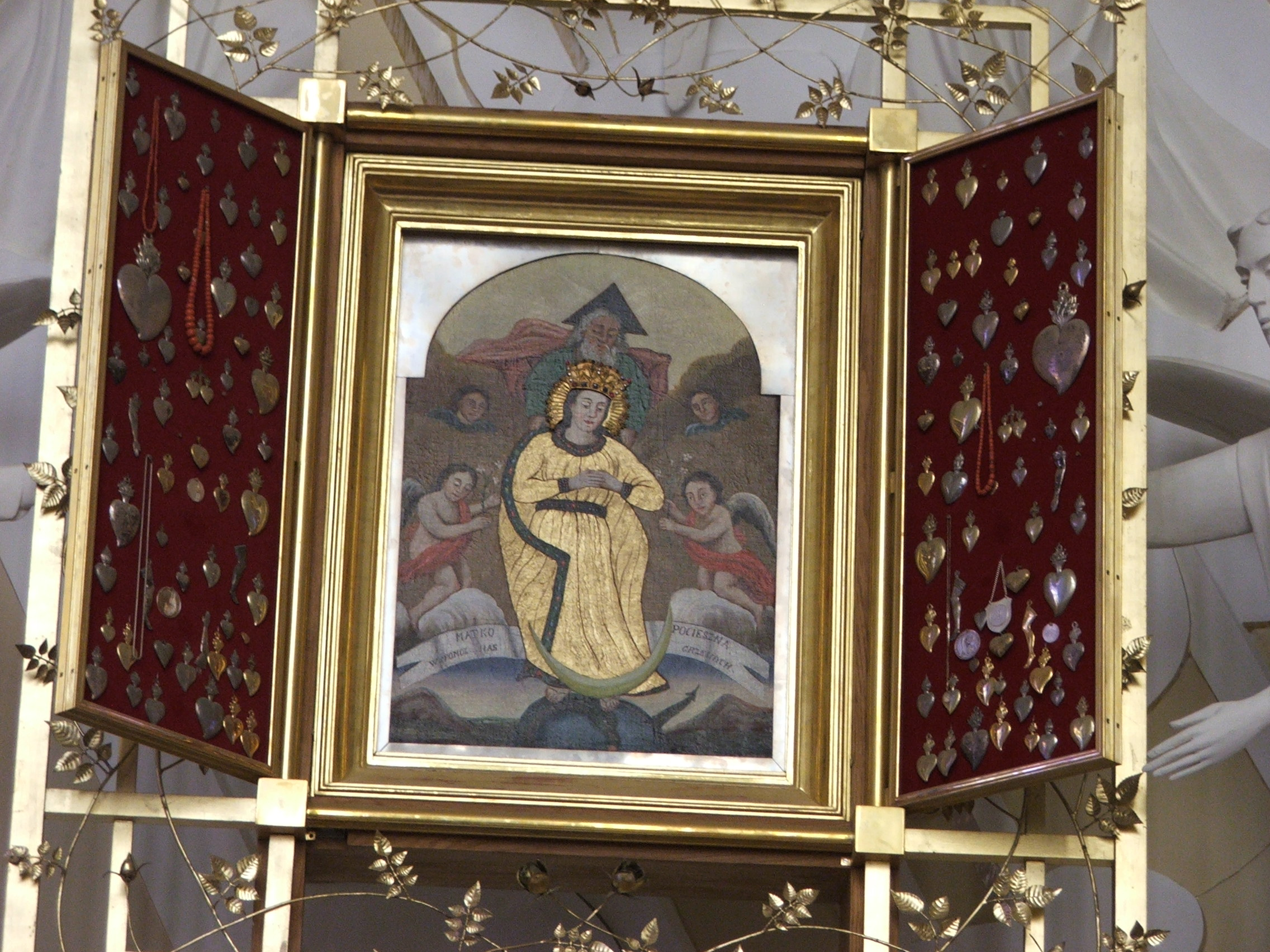
Cudowny obraz Matki Bożej Pocieszenia

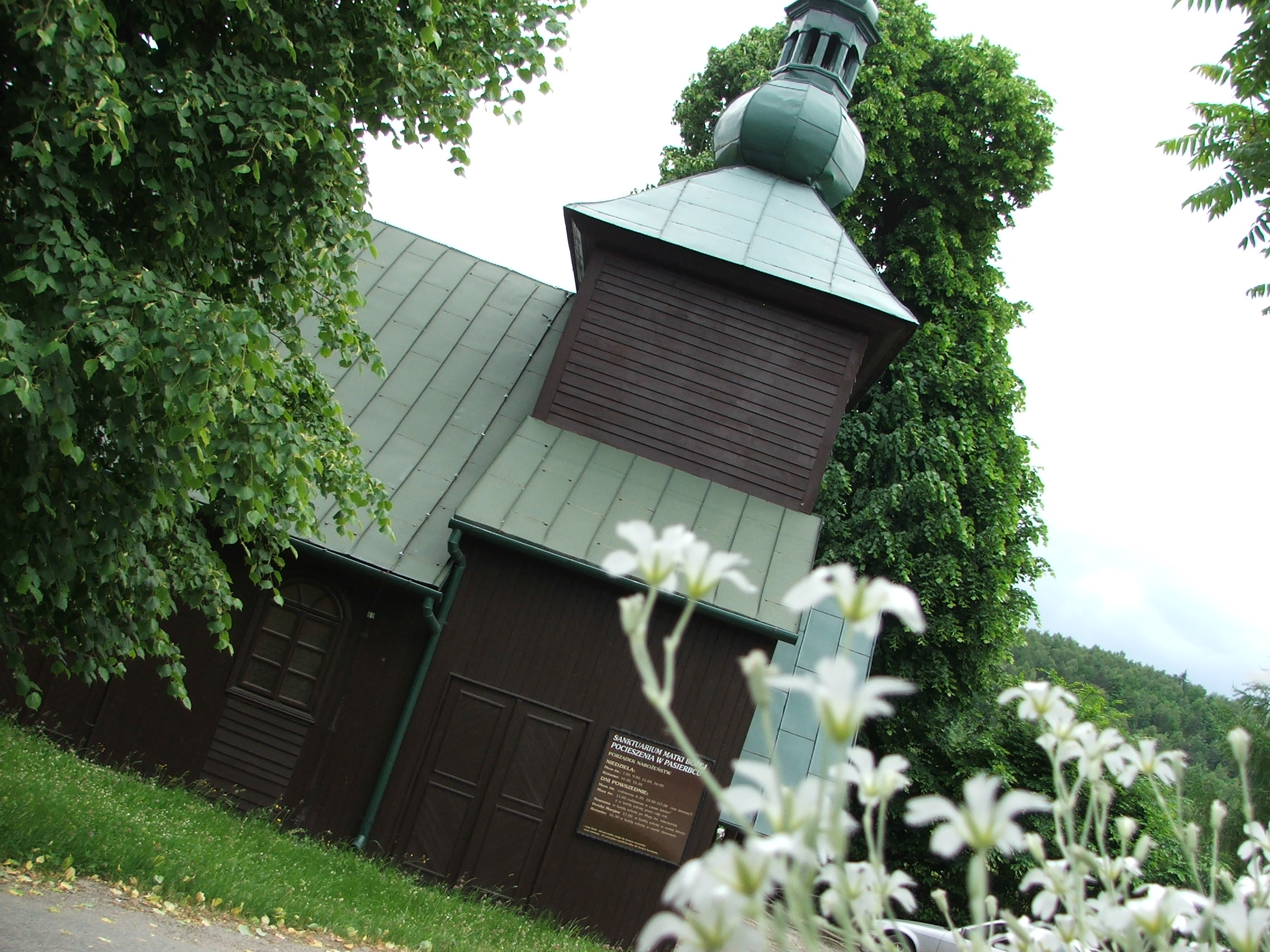
Kaplica Jana Matrasa

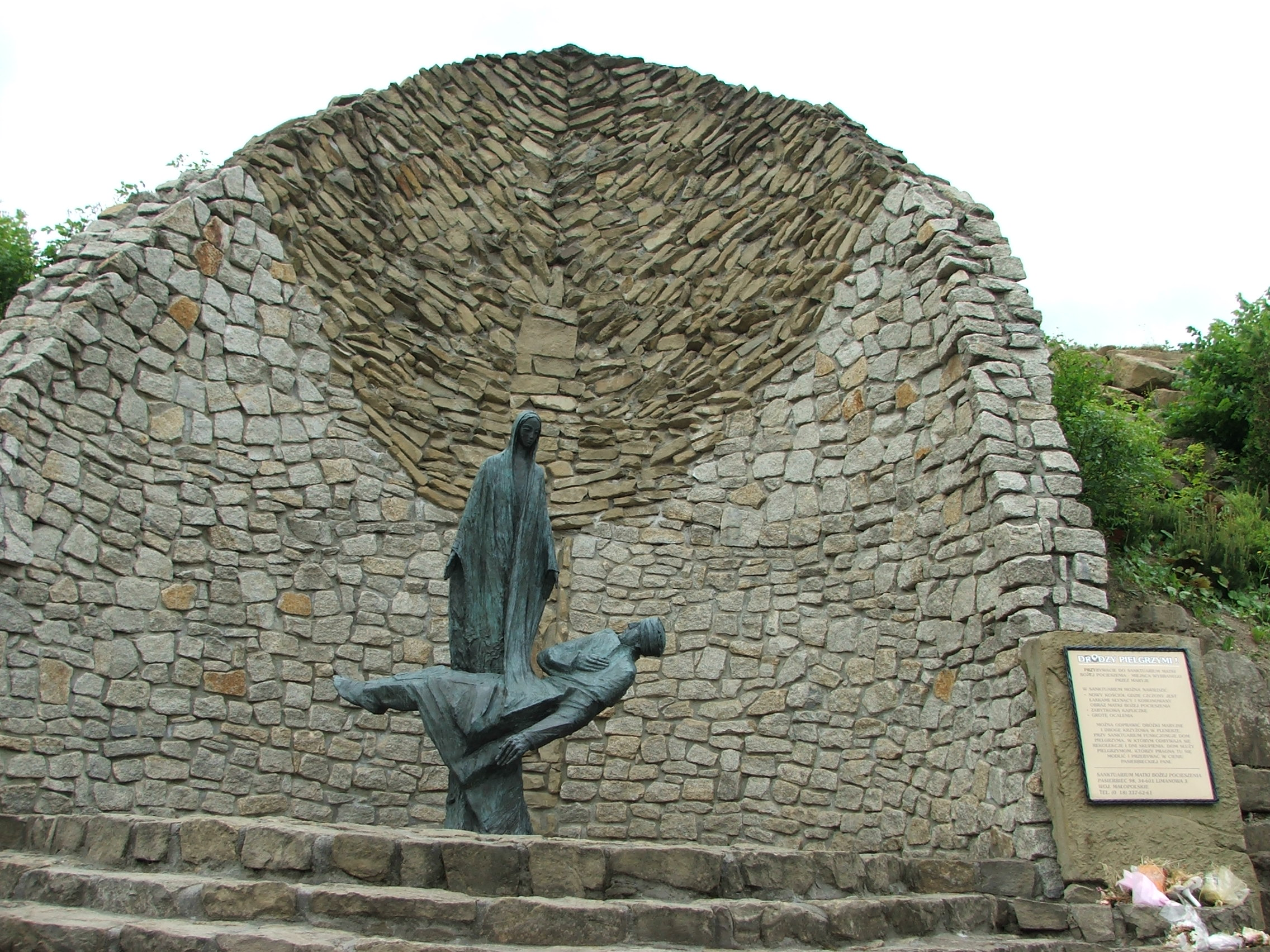
Grota Ocalenia

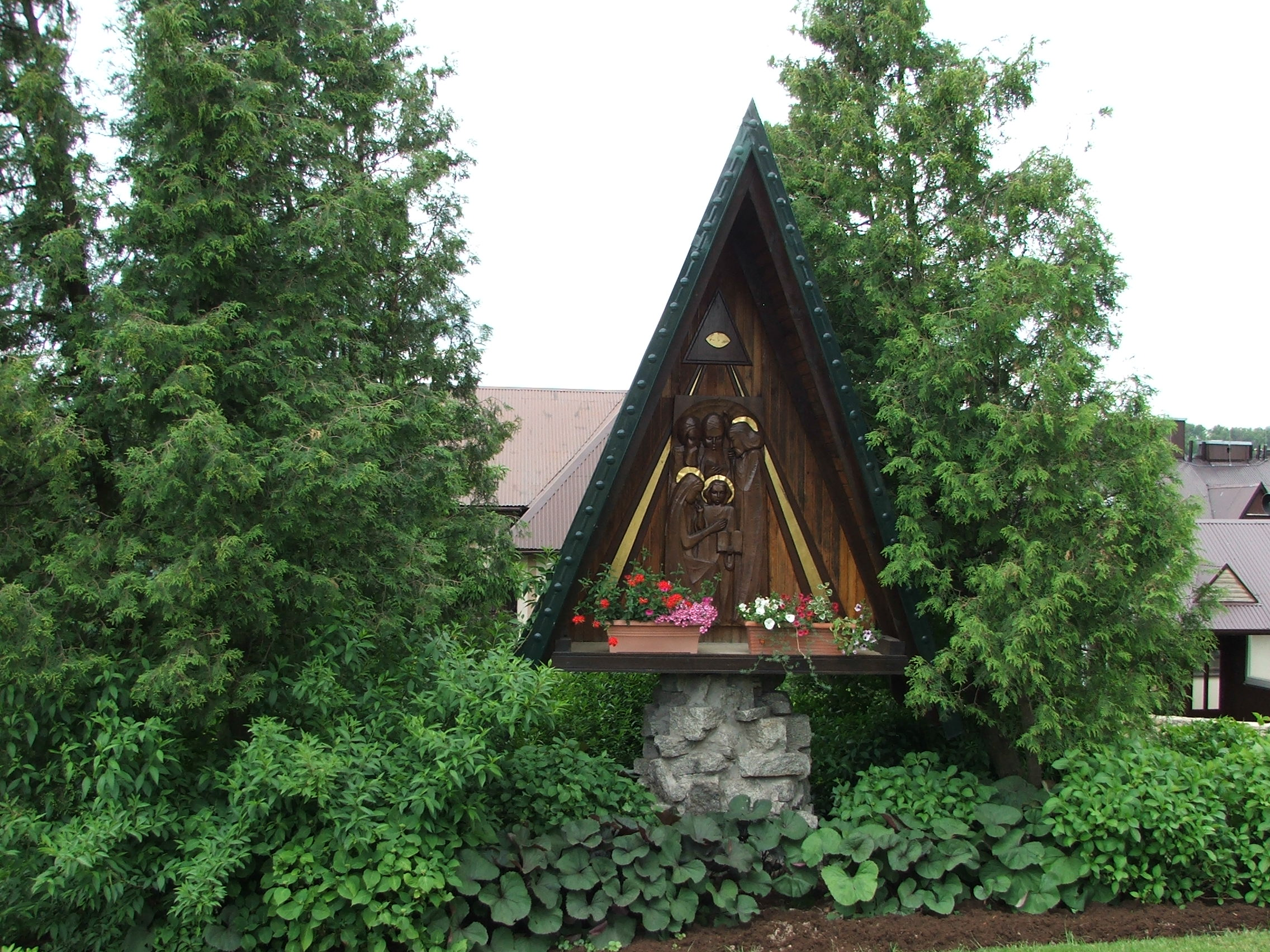
Dróżki Maryjne

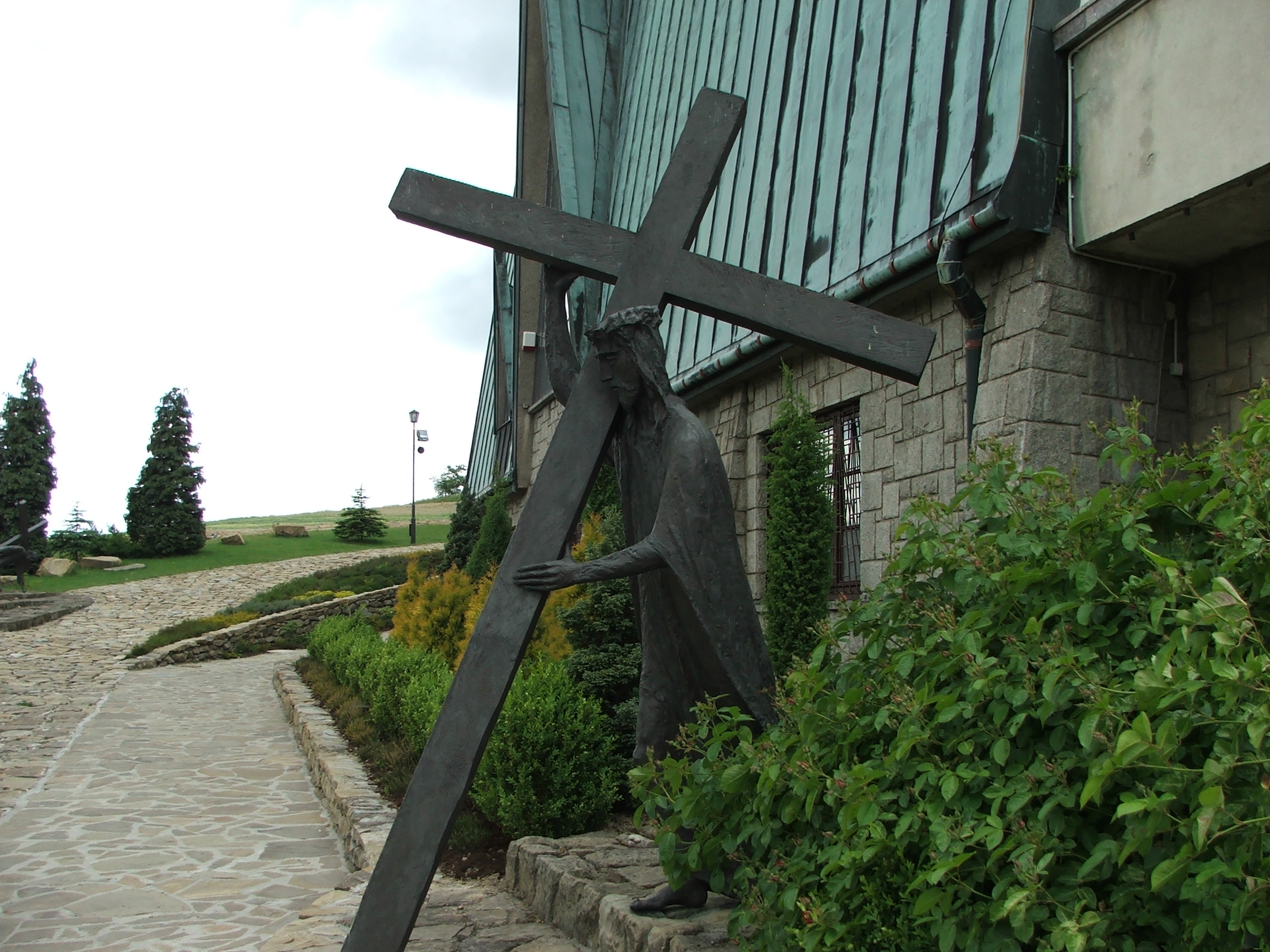
Droga Krzyżowa

## Cudowny obraz
Kult maryjny na Pasierbieckiej Górze związany jest z łaskami słynącym obrazem, ufundowanym w 1822 przez Jana Matrasa, który w ten sposób spełniał śluby złożone Niepokalanie Poczętej Maryi po swym cudownym ocaleniu po bitwie pod Rastatt.

## Kościół
Centrum kultu jest górujący nad okolicą murowany kościół pw. Matki Bożej Pocieszenia. Świątynia wzniesiona została w latach 70. XX wieku dla potrzeb rozwijającego się sanktuarium. Przeniesienia obrazu ze starej kapliczki dokonano 28 sierpnia 1983.

## Kaplica Jana Matrasa
Jan Matras był żołnierzem armii austriackiej, który został cudownie ocalony przez Maryję w bitwie pod Rastatt w 1793. Złożył wtedy uroczysty ślub, w którym zobowiązał się do wybudowania na swojej ziemi kapliczki, w której będzie Ona czczona. Po powrocie z frontu Jan przez kilka lat mieszkał w swym rodzinnym gospodarstwie w Laskowej, a w 1811 przeprowadził się do Pasierbca. Zdecydował się wówczas na wypełnienie ślubów i wymurował niewielką kapliczkę, do której zakupił pod Gorlicami obraz Matki Bożej Pocieszenia. Kapliczka znajdowała się pod opieką kapłanów z parafii w Łososinie Górnej. Poświęcono ją w 1824.
Kapliczka stała się centrum życia religijnego okolicznych mieszkańców. Bardzo szybko zaczął się również rozwijać kult obrazu, po tym, jak głośno robiło się o kolejnych cudach i wybłaganym pocieszeniu w różnych sytuacjach. Do kapliczki zaczęły ściągać pielgrzymki z coraz dalszych stron. Wymusiło to rozbudowę kapliczki, aby pomieściła więcej modlących się pielgrzymów.
W latach 70. XX wieku wzniesiono w pobliżu nowy kościół. 28 sierpnia 1983 w uroczystej procesji przeniesiono do niego cudowny obraz.

## Grota Ocalenia
W czasie wielkiej powodzi w 1997 w ogrodzie przykościelnym powstało wielkie osuwisko. Ówczesny kustosz sanktuarium – Józef Waśniowski wraz z parafianami zdecydowali się na zagospodarowanie tego miejsca poprzez budowę Groty Ocalenia, na pamiątkę cudu pod Rastatt. Autorem projektu Groty był prof. Wincenty Kućma.
Grota wykonana jest z piaskowca z miejscowego kamieniołomu oraz granitu strzegomskiego. W tle odcina się sylwetka drzewa, która nawiązuje do starej lipy w okolicy, na której od wieków wisiała niewielka kapliczka. Wewnątrz Groty znajduje się wykonana z brązu figura Matki Bożej, pochylającej się nad rannym żołnierzem.
9 sierpnia 2001 uroczyście poświęcili Grotę biskup Wiktor Skworc oraz kardynał z Kolonii Joachim Meisner. Ten ostatni przywiózł urnę z ziemią spod Ramstatt.

## Dróżki Maryjne
W 1978 ksiądz Michał Korzeń przedstawił formalne założenia nowej formy oddawania czci Maryi, poprzez odprawianie tzw. Dróżek Maryjnych, czyli rozważanie radosnych momentów z Jej życia:
- Zwiastowania
- Nawiedzenia św Elżbiety
- Narodzenia Jezusa w Betlejem
- Znalezienie nastoletniego Jezusa w świątyni
- Zmartwychwstanie Jezusa
- Wniebowzięcie
- Ukoronowanie na Królową Nieba i Ziemi

Początkowo pasierbieckie dróżki odprawiane były jedynie w odpust przy prowizorycznych stacjach ustawionych wokół kościoła. W 1994 wybudowano w przykościelnym ogrodzie solidne drewniane kapliczki, w których umieszczono drewniane i częściowo pozłacane płaskorzeźby, przedstawiające sceny Radości Maryi. Odprawiane są przy nich nabożeństwa w każdą sobotę od maja do końca września.

## Droga Krzyżowa
Charakterystyczna Droga Krzyżowa na Pasierbcu prowadzi od schodów wejściowych, potem wokół kościoła na szczyt pobliskiego wzgórza, na szczycie którego znajduje się Golgota. Poniżej umieszczono duży grób, nad którym góruje posąg Chrystusa Zmartwychwstałego. Całość prac przygotowawczych wykonali i sfinansowali parafianie.
Każdą ze stacji zdobią wielkie wykonane z brązu figury, zaprojektowane przez Wincentego Kućmę.
Przy czwartej stacji 30 czerwca 2001 wmurowano symboliczną urnę z prochami Polaków poległych na Syberii, przywieziona i poświęcona przez biskupa Jerzego Mazura z Irkucka.